# روت دیاس
روت دیاس (اسپانیایی: Ruth Díaz‎؛ زادهٔ ۱۹۷۵) بازیگر و کارگردان فیلم اهل اسپانیا است.
از فیلم‌ها یا برنامه‌های تلویزیونی که وی در آن نقش داشته‌است، می‌توان به مستأجر، اگر تو بودی، رو در رو، خشم مردی صبور، خدا نگهدار و زیر پوست گرگ اشاره کرد.